# Ton Traubego
Ton Traubego (podwójny ton Traubego, objaw Traubego, ang. Traube's double tone, Traube's phenomenon, Traube's sign) – głośne drganie wysłuchiwane nad tętnicą udową, w skurczu i rozkurczu; objaw spotykany w długotrwałej niedomykalności zastawki aortalnej. Ton jest bardzo głośny i krótkotrwały, porównywany jest do wystrzału z pistoletu. Objaw opisany po raz pierwszy przez Ludwiga Traubego (1818-1876) i jego współpracownika, Oscara Maximiliana Victora Fräntzla (1838-1894).